# Simodactylus luzonicus
Simodactylus luzonicus is een keversoort uit de familie kniptorren (Elateridae). De wetenschappelijke naam van de soort is voor het eerst geldig gepubliceerd in 1934 door Fleutiaux.